# Audacity
Audacity — вільний багатоплатформовий редактор звукових файлів, орієнтований на роботу з декількома доріжками. Дозволяє виконувати такі функції, як редагування звукових файлів (Ogg Vorbis, FLAC, MP3 і WAV), запис, оцифрування звуку, зміна параметрів звукового файлу, накладення треків і застосування ефектів (наприклад, приглушення шуму, зміна темпу і тону).
Програма була випущена і розповсюджується на умовах GNU GPL. Працює під GNU/Linux, Mac OS X, Microsoft Windows, та іншими операційними системами.

## Можливості

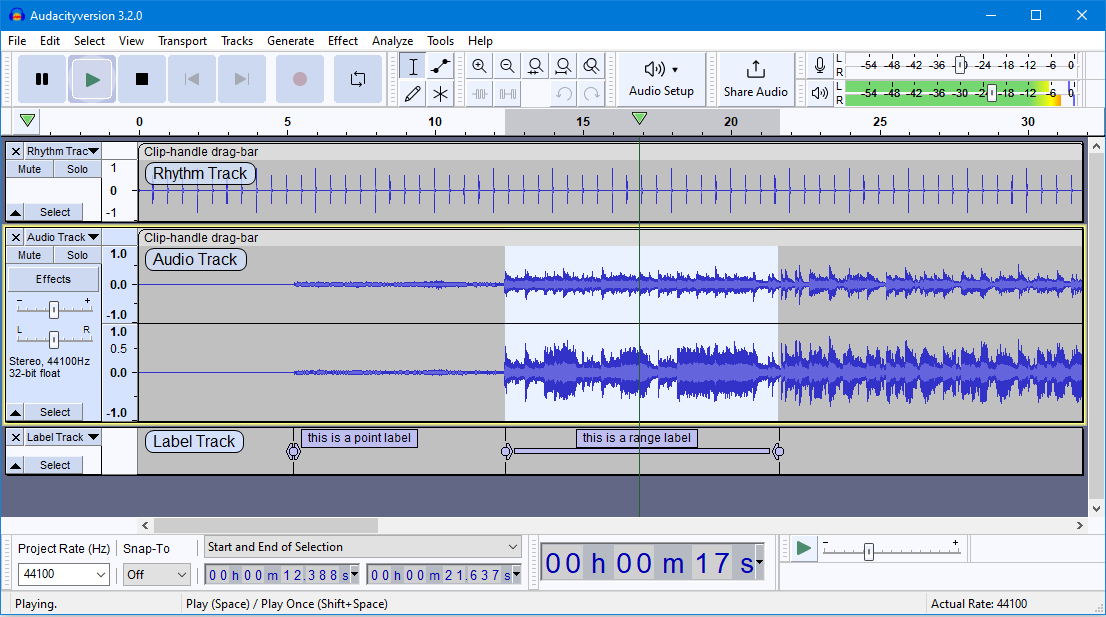
Інтерфейс Audacity 3.2

Редактор Audacity забезпечує виконання наступних функцій:
- імпорт та експорт файлів WAV, MP3 (з використанням кодувальника LAME MP3), Ogg Vorbis, FLAC та інших форматів;
- запис з мікрофону, лінійного входу та інших джерел;
- запис з одночасним прослуховуванням наявних доріжок;
- запис до 16 каналів одночасно (необхідна багатоканальна звукова карта);
- ефекти і розширення як у комплекті постачання, так і встановлювані окремо [Архівовано 6 січня 2008 у Wayback Machine.] (LADSPA або на функціональній мові Nyquist [Архівовано 8 січня 2008 у Wayback Machine.]);
- індикатори рівня запису і відтворення;
- зміна темпу зі збереженням висоти тону;
- зміна висоти тону зі збереженням темпу;
- вилучення шуму за зразком;
- відтворення безлічі доріжок одночасно;
- зведення доріжок з різними якісними характеристиками з автоматичним перетворенням до характеристик проекту в режимі реального часу;
- запис результатів зведення у файли безлічі форматів, підтримуваних бібліотекою libsndfile[en].
- функція вирізання голосу (Vocal Remover), для Windows та Mac OS X додатково поставляється GVerb

### Технічні подробиці
Audacity активно користується сторонніми бібліотеками, поширюваними під різними ліцензіями:
- графічний інтерфейс побудований на бібліотеці wxWidgets
- звуковий рушій використовує PortAudio [Архівовано 29 грудня 2007 у Wayback Machine.] (альтернативна підтримка RtAudio так і не стала запитуваною)
- опціональна підтримка MP3 (читання та запис) реалізована за рахунок libmad [Архівовано 28 листопада 2020 у Wayback Machine.] та lame [Архівовано 16 лютого 2011 у Wayback Machine.]

## Audacity у масовій культурі
У лютому 2007 року альбом канадської рок-групи Barenaked Ladies «Barenaked Ladies Are Men» вийшов в додатковому варіанті зі всіма доріжками, записаними як проєкти Audacity. Це дало можливість слухачам по-своєму звести весь альбом.

## Audacity і апаратне забезпечення
Програма поставляється в комплекті з деяким апаратним забезпеченням, повний список якого можна знайти на сайті програми [Архівовано 2 січня 2008 у Wayback Machine.].
Протягом деякого часу виробники програвачів грамплатівок із USB-інтерфейсом, ION та Numark, поширювали некоректну документацію, що дає помилкове уявлення про можливості Audacity, який поставляється в комплекті, що стало причиною дезинформації у статті New York Times, присвяченій цим пристроям. У зв'язку з цим у вікі Audacity з'явилася стаття для користувачів таких програвачів, що роз'яснює помилки виробників пристроїв і дає рекомендації з оцифрування грамплатівок.

## Підтримка пропрієтарних технологій
Значна частина активних розробників Audacity живе у США, тому вони роблять все, щоб не порушувати закон, що діє в їх країні. Це накладає деякі обмеження на функціональність програми, а саме:
- підтримка ASIO у Windows відсутня через несумісну з GPL ліцензію засобів розробки;
- через, знову ж таки, несумісну з GPL ліцензію засобів розробки, підтримка VST відсутня за умовчанням, але включається завантаженням додаткового розширення, оригінальний інтерфейс розширень VST не підтримується;
- через вимоги Thomson Multimedia виплачувати збори за засоби кодування MP3, функція збереження файлів у цьому форматі працює тільки за наявності окремо встановленої бібліотеки lame.

## Локалізація і документація
Програма перекладена багатьма мовами світу, зокрема й українською. У комплекті з програмою поставляється електронна документація.

## Виноски
1. 1 2  Credits
2. ↑  SourceForge (July 2004). Project of the Month July 2004 - Audacity. Архів оригіналу за 26 червня 2013. Процитовано 27 листопада 2008.
3. ↑  United Nations Conference on Trade and Development (2004). E-Commerce and Development Report 2004 (PDF). Архів (PDF) оригіналу за 26 червня 2013. Процитовано 27 листопада 2008.
4. ↑  Перелік локалізацій Audacity. Архів оригіналу за 11 квітня 2022. Процитовано 28 травня 2009.
5. ↑  LICENSE.txt
6. ↑   [Архівовано 14 травня 2008 у Wayback Machine.]